# Беджая
Беджая (кабіл. Vgayet, Bgayet, араб. بجاية, фр. Béjaïa) — місто на півночі Алжиру, у регіоні Кабілія. Адміністративний центр однойменного вілаєту. Стара латинська назва — Бугія (Bougie, Bugia).